# 鑽石城 (阿肯色州)
鑽石城（英語：Diamond City）是一個位於美國阿肯色州布恩縣的城市。根據2020年美國人口普查，該地人口為757人，而該地的面積約為7.30平方千米。

## 地理
鑽石城的座標為36°27′32″N 92°54′59″W / 36.45889°N 92.91639°W，而該地的平均海拔高度為245米（即804英尺）。